# Victor Hayden
Victor Hayden, známý pod přezdívkou The Mascara Snake; byl americký klarinetista. Proslul svojí spoluprací s Captainem Beefheartem, se kterým nahrál album Trout Mask Replica z roku 1969. Zajímavostí je, že Victor Hayden byl bratrancem Captaina Beefhearta. Zemřel roku 2018 ve věku 70 let.